# Pip Dann
Pip Dann (eigentlich Phillipa Dann) ist eine neuseeländische Schauspielerin und Moderatorin. Sie wurde vor allem durch ihre Tätigkeit als Videojockey bei dem Musiksender MTV Europe bekannt.

## Leben und Karriere
Pip Dann wuchs in Auckland in Neuseeland auf. Nach dem Besuch des Pakuranga Colleges besuchte sie die Universität in Auckland, wo sie einen Master in Englischer Literatur erwarb. Anschließend studierte sie Schauspiel an der Toi Whakaari: NZ Drama School. 1982 erhielt sie eine kleine Rolle in dem neuseeländischen Fernsehfilm Daphne und Chloe. Von 1982 bis 1987 war sie als Moderatorin für die Musiksendung Shazam! im Einsatz. Dort interviewte sie u. a. den jungen Russell Crowe, der zu dieser Zeit Sänger der von ihm gegründeten Band Roman Antix war. 1987 verließ Dann mit ihrem Mann Brent Hansen Neuseeland und siedelte mit ihm nach London über, da dieser bei MTV Europe als Produzent arbeiten sollte. Ab 1988 war sie dann als Videojockey für den Fernsehsender MTV Europe tätig, wodurch sie auch in Deutschland bekannt wurde. Sie moderierte verschiedene Sendungen, darunter den MTV Coca Cola Report und MTV Post Modern. 1998 wechselte sie dann zu VH1.

## Filmographie
- 1982: Daphne and Chloe (Fernsehfilm)
- 1983–1990: Pioneer Women (Fernsehserie)
- 1984: Trespasses

## Moderatorin
- 1982–1987: Shazam!
- 1984–1987: Viewfinder
- 1986: True Colours
- 1988: MTV Nes at Night
- 1990: MTV Coca Cola Report
- 1993: Post Modern
- 1993: MTV´s Rock Block
- 1994: MTV´s The Big Picture
- 1995–2003: Music First
- 1998–2003: VH1 Talk Music